# Philippe Lavaill
Philippe Lavaill (Perpinyà, 27 de novembre de 1954) és un escultor català. Establert al nucli de Bescaran, desenvolupa la seva activitat entre l'Alt Urgell i Andorra. El 2016 ensenyava a l'aula de Recerca Fenosiana del Vendrell i l'escola d'art de Sant Julià a Andorra.
Es va formar al taller del seu pare i mestre joier Georges Lavail on va aprendre a dominar l'escultura del metall. Va estudiar a l'Escola Massana i La Llotja de Barcelona. Va aprendre de Salvador Dalí i Apel·les Fenosa durant la dècada del 1970.
Ha emplaçat obres i monuments a Barcelona, sud de Franca, Nova York, Tòquio, Cerdanya, Montseny i Andorra, entre d'altres. El 2010 es va instal·lar un mural seu a l'oficina de turisme per representar l'agermanament entre colles geganteres a Sant Julià de Lòria. El mateix any va exposar al Museu de l'Ebre. El 2015 va exposar al Museu de la Vida Rural. El 2020 va instal·lar l'escultura l'Arbre de la Pau al Vendrell.